# ماسافومي أورويما
ماسافومي أورويما (25 سبتمبر 1895 – 15 أكتوبر 1944) كان أميرال في البحرية الإمبراطورية اليابانية في الحرب العالمية الثانية، وطيار ويعود له الفضل في بعض الأحيان على أنه أول من أستخدام الهجمات الانتحارية والتي تعرف لدى الغرب بكاميكازي رغم أنها الحسابات الرسمية اخترع لأغراض دعاية.

## السيرة الذاتية
ولد أورويما في قرية إجين والتي تعرف هذا اليوم بـ مدينة هيوكي, مقاطعة كاغوشيما، تخرج من فئة 43 من أكاديمية الملكية البحرية اليابانية في عام 1915. كان في المرتبة 33 في فئة من 96 طالبا. باعتباره ضابط صف بحري
تمت ترقيته بعد وفاته إلى نائب أميرال قبره في معبد كوزاكي في بلدته هيوكي، كاغوشيما.